# Allison Tolman
Allison Cara Tolman (ur. 18 listopada 1981 w Houston) – amerykańska aktorka telewizyjna i filmowa.
Absolwentka aktorstwa na Baylor University. Przeniosła się następnie do Dallas, gdzie występowała we współtworzonym przez siebie Second Thought Theatre. Później zamieszkała w Chicago, współpracując z różnymi grupami aktorskimi. W produkcjach telewizyjnych zadebiutowała w 2006 w jednym z epizodów Skazanego na śmierć. Pierwszą istotną rolę otrzymała w 2014, gdy w Fargo wcieliła się w jedną z głównych postaci – policjantkę Molly Solverson. Otrzymała za nią m.in. nagrodę Critics' Choice Television Award dla najlepszej aktorki drugoplanowej w filmie lub miniserialu.

## Wybrana filmografia
- 2006: Skazany na śmierć (serial TV)
- 2008: Sordid Lives: The Series (serial TV)
- 2014: Fargo (serial TV)
- 2015: Addicted to Fresno
- 2015: Krampus
- 2015: The Gift